# Йоахім Барранд
Йоахім (Жоакен) Барранд (фр. Joachim Barrande 1799—1883) — французький палеонтолог та геолог.

## Біографія
Йоахім Барранд спершу слухав лекції в Паризькому політехнічному училищі (1824), потім був вихователем графа Шамбора (Генріха V).
Після повалення французької монархії в липні 1830 року разом з королівською сім'єю їде в Шотландію, а потім в 1831 році в Чехію (Богемію), яка в той час входила до складу Австрійської імперії. Барранд вивчав палеозойські відкладення Середньої та Західної Чехії. Його основною працею була «Systeme silurien du centre de la Bohème» (1852). Барранд був прихильником «теорії катастроф» Кюв'є, що протиставлялася «теорії еволюції» Дарвіна.
Публікація «Силурійської системи» Родеріка Мерчісона 1839 року підштовхнула Барранда до систематичних досліджень аналогічних шарів у Богемії. Протягом десяти років (1840—1850) він детально вивчав ці породи, залучаючи найманих робітників для збору скам'янілостей, і в результаті знайшов понад 3500 видів ґраптолітів, плечоногих, молюсків, трилобітів та риб. Перший том його великої праці «Силурійська система центру Богемії», «Système silurien du centre de la Bohême», (присвячений трилобітам, кільком родам, включаючи Deiphon, який він особисто описав) з'явився в 1852 році. З того часу до 1881 року він опублікував двадцять один ін-кварто том текстів і таблиць. Ще два томи були видані після його смерті у 1887 та 1894 роках. За підрахунками, на ці роботи він витратив близько 10 000 фунтів стерлінгів. Крім того, він опублікував велику кількість окремих статей.
Барранд помер в австрійському Фросдорфі.
На його честь названо передмістя Праги Баррандов, де проводилися геологічні дослідження (нині один з празьких районів), кіностудія, міст в Празі та геологічне утворення в Чехії. Значна частина його геологічних і палеонтологічних колекцій входить в колекції Празького національного музею.